# 佳能 EF 28-300mm 鏡頭
佳能 EF 28-300mm 鏡頭是一系列由佳能公司生產的變焦鏡頭，一共有下列幾種型號：
- EF 28-300mm f/3.5-5.6L IS USM

當28-300mm鏡頭用於佳能數碼EOS系列的APS-C幅面機身（如佳能 EOS 550D）時，28-300mm的視角會變窄，其等效於全幅機身上的44.8-480mm視角（乘以系數1.6）。當用於APS-H幅面機身（如佳能 EOS-1D Mark IV）時，其等效於全幅機身的36.4-390mm視角（乘以系數1.3）。

## 關連項目
- 佳能EF接環鏡頭
- 佳能L镜头